# Der heimliche Aufmarsch
Der heimliche Aufmarsch (pol. Sekretne rozmieszczenie) – wiersz napisany przez Ericha Weinerta w 1927 roku. Dwa lata później z okazji pierwszego Międzynarodowego Dnia Pokoju obchodzonego wówczas 1 sierpnia 1929 Wladimir Vogel skomponował do niego muzykę. W 1931 roku Ernst Busch zaśpiewał pieśń w filmie Niemandsland wyreżyserowanym przez Victora Trivasa. Najbardziej popularna wersja powstała w 1938 roku z nową muzyką skomponowaną przez Hannsa Eislera i przedstawiona podczas zjazdu Komunistycznej Partii Niemiec.
W 1957 został utworzony "Der offene Aufmarsch" (pol. Odkryte rozmieszczenie), wykorzystujący tę samą melodie co Der heimliche Aufmarsch, lecz o przekazie antagonizującym NATO.
Ponadto melodię z utworu wykorzystuje norweska pieśń socjalistyczna "Hemmeleg oppmarsj" (pol. Sekretny Marsz), która miała wydźwięk antyradziecki i antyNATO-wski.